# Senadole
Senadole – wieś w Słowenii, w gminie Divača. W 2018 roku liczyła 74 mieszkańców.